# حلوان ۳۰۰
حلوان ۳۰۰ جنگندهٔ رهگیر تک‌موتورهٔ فراصوتی بود که در دههٔ ۶۰ سدهٔ بیستم میلادی در مصر ساخته شد. این هواپیما به‌دست ویلی مسرشمیت طراح آلمانی طراحی شد.

هند و اسپانیا نیز در مراحل بعدی درگیر توسعهٔ این طرح شدند. اسپانیا سرمایه‌گذاری برای توسعهٔ دو پروژه از این طرح را پذیرفت: اچ‌ای-۲۰۰ و اچ‌ای-۳۰۰؛ اما زمانی که پروژهٔ اچ‌ای-۳۰۰ تنها بر روی کاغذ بود، سرمایه‌گذاری در آن پروژه را متوقف کرد. پروژهٔ اچ‌ای-۳۰۰ به مصر واگذار شد و در آنجا به‌تولید رسید. در پایان هند با سرمایه‌گذاری بر روی موتور مصری E-300، آن را برای به‌کاربستن در جت جنگندهٔ اچ‌اف-۲۴ ماروت توسعه داد.
اچ‌ای-۳۰۰ پروژهٔ بلندپروازانه در دوره‌ای بود که مصر برای توسعه صنعت هوایی نظامی و غیرنظامی‌اش می‌کوشید.